# Lăng Vĩnh Phong
Lăng Vĩnh Phong là nơi an nghỉ của Hiếu Ninh Hoàng hậu Trương Thị Thư, chánh phi Ninh vương Nguyễn Phúc Chú, tọa lạc tại làng Chầm, phường Long Hồ, quận Phú Xuân, Huế.

## Lịch sử
Năm Canh Tý (1720), ngày 16 tháng 7 (âm lịch), bà Trương Thị Như qua đời khi mới 22 tuổi, được truy tặng làm Tu dung Á phu nhân, thụy là Từ Ý (慈懿). Vũ vương Nguyễn Phúc Khoát lên ngôi gia tặng thụy hiệu cho mẹ mình là Từ Ý Quang Thuận Chiêu Hiến Thục phi.
Lăng mộ của bà bị quật phá dưới thời Tây Sơn và năm 1808 được vua Gia Long xây dựng lại và đặt tên là lăng Vĩnh Phong (nay thuộc phường Hương Hồ, thị xã Hương Trà, Huế).
Năm Gia Long thứ 5 (1806), vua truy tôn cho bà làm Từ Ý Quang Thuận Chiêu Hiến Thục Huệ Hiếu Ninh Hoàng hậu. Bà được phối thờ với Túc Tông Nguyễn Phúc Chú tại Thái Miếu, ở án thứ ba bên phải. 